# 休莱特·本纳
休莱特·本纳（英語：Huelet Benner，1917年11月1日—1999年12月12日），美国男子射击运动员。他曾代表美国参加1948年、1952年和1956年夏季奥林匹克运动会射击比赛，其中1952年奥运会获得一枚金牌。